# Molybdenit
Molybdenit là một khoáng vật molybden disulfide, MoS2. Khoáng vật này có hình dạng tương tự như than chì, và có hiệu ứng bôi trơn do cấu trúc phân lớp của nó. Cấu trúc nguyên tử bao gồm các tấm nguyên tử molybden xen kẹp với các tấm nguyên tử lưu huỳnh. Các liên kết Mo-S là mạnh, nhưng tương tác giữa các nguyên tử lưu huỳnh ở đỉnh và đáy của ba lớp xen kẹp riêng biệt thì yếu làm cho chúng dễ trượt lên nhau như mặt phẳng cát khai.
Molybdenit kết tinh theo hệ lục phương thường gặp là các dạng đa hình 2H và cũng có kết tinh theo hệ ba phương như đa hình 3R.

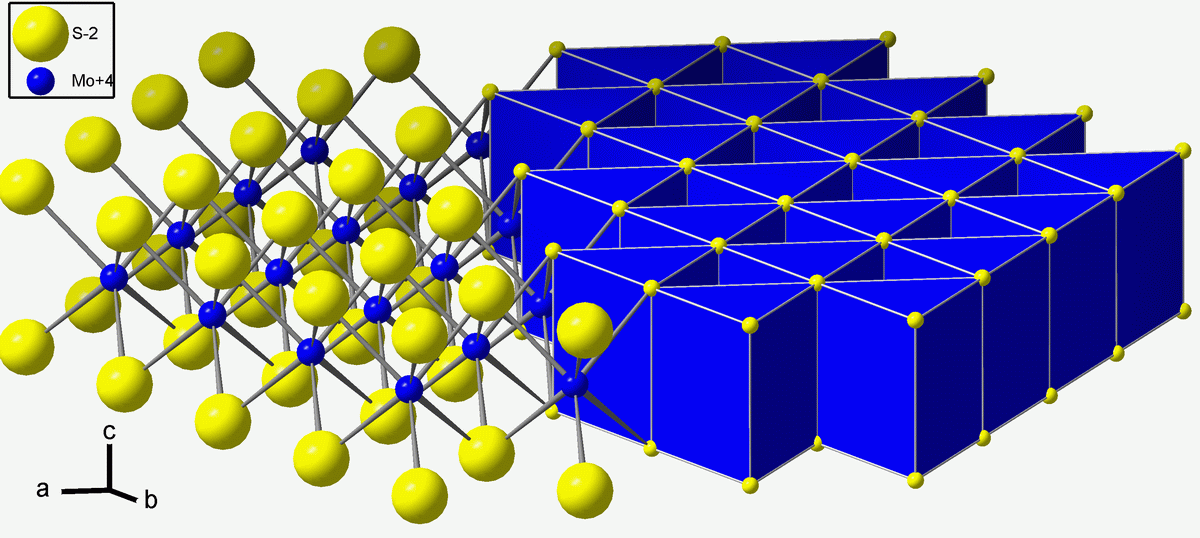
Cấu trúc tinh thể molybdenit

## Phân bố

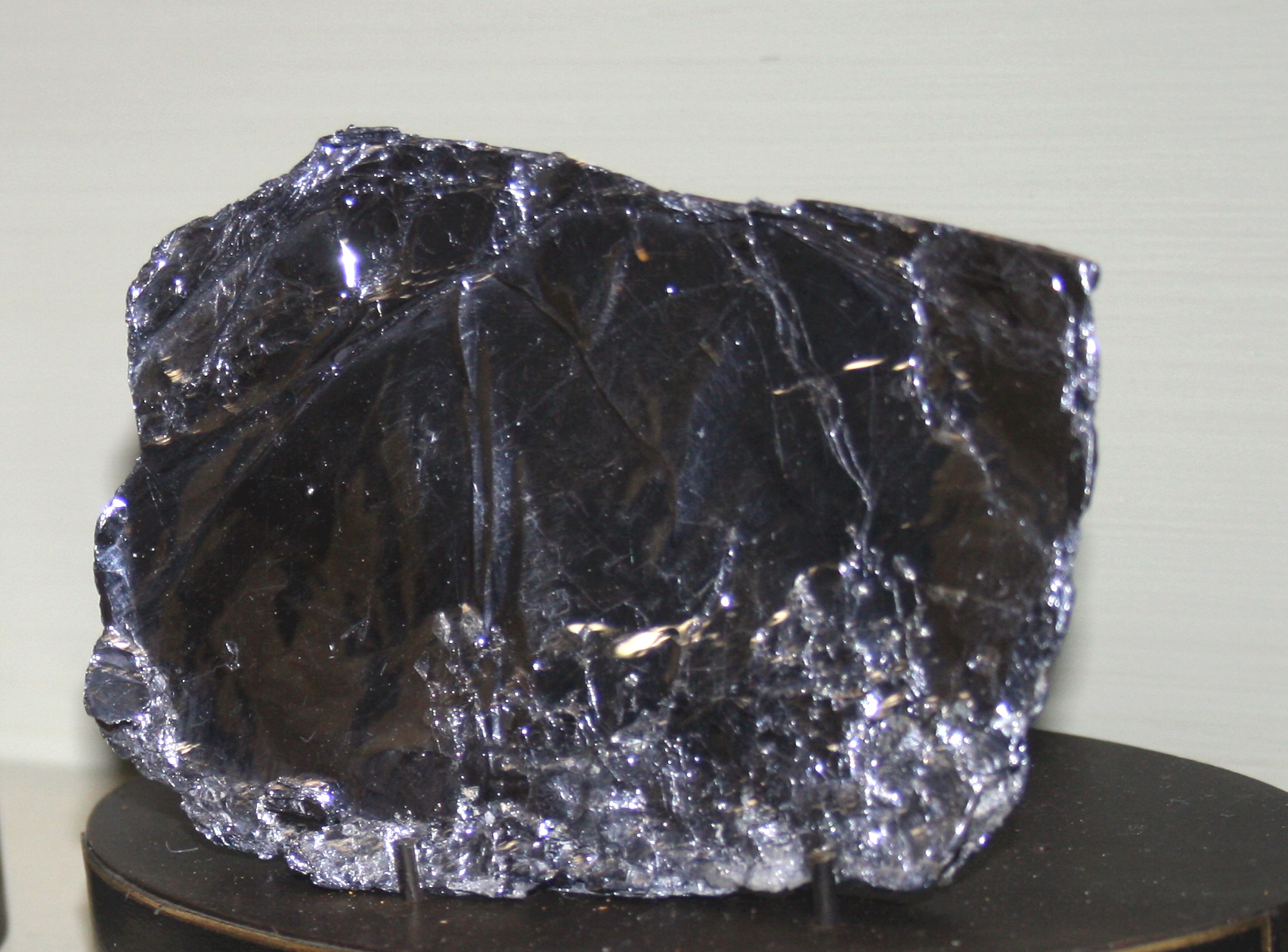
Mẫu khoáng molybdenit ít nguyên chất hơn so với một tiêu bản tinh thể riêng biệt ở bên phải

Molybdenit có mặt trong các tích tụ quặng nhiệt dịch nhiệt độ cao. Các khoáng vật đi kèm gồm pyrit, chalcopyrit, thạch anh, anhydride, fluorit, và scheelit. Các mỏ quan trọng như ở Questa, New Mexico và Henderson và Climax ở Colorado. Molybdenit cũng có mặt trong các mỏ đồng ban tinh ở Arizona, Utah, và México.
Nguyên tố rheni luôn có mặt trong molybdenit ở dạng thay thế cho molybden, thường có hàm lượng vài ppm nhưng có thể lên đến 1–2%. Hàm lượng rheni cao trong nhiều kiểu cấu trúc khác nhau có thể được phát hiện từ các kỹ thuật tán xạ tia X. Các quặng molybdenit là nguồn duy nhất cung cấp rheni. Việc đồng vị phóng xạ rheni-187 và các đồng vị con của osmi-187 cung cấp kỹ thuật định tuổi niên đại địa chất hữu ích.

## Chất bán dẫn
Các vảy molybdenit là một chất bán dẫn có độ rộng vùng cấm với  khả năng linh động điện tử tốt và có thể được sử dụng để tạo ra các transitor điện thế thấp hoặc transitor nhỏ  có thể dễ hơn graphen.